# استیو دریک
استیو دراک (انگلیسی: Steve Drake؛ زاده ۳ آوریل ۱۹۵۴) بازیگر پورنوگرافی اهل ایالات متحده آمریکا است.